# Objectius Canon sèrie L

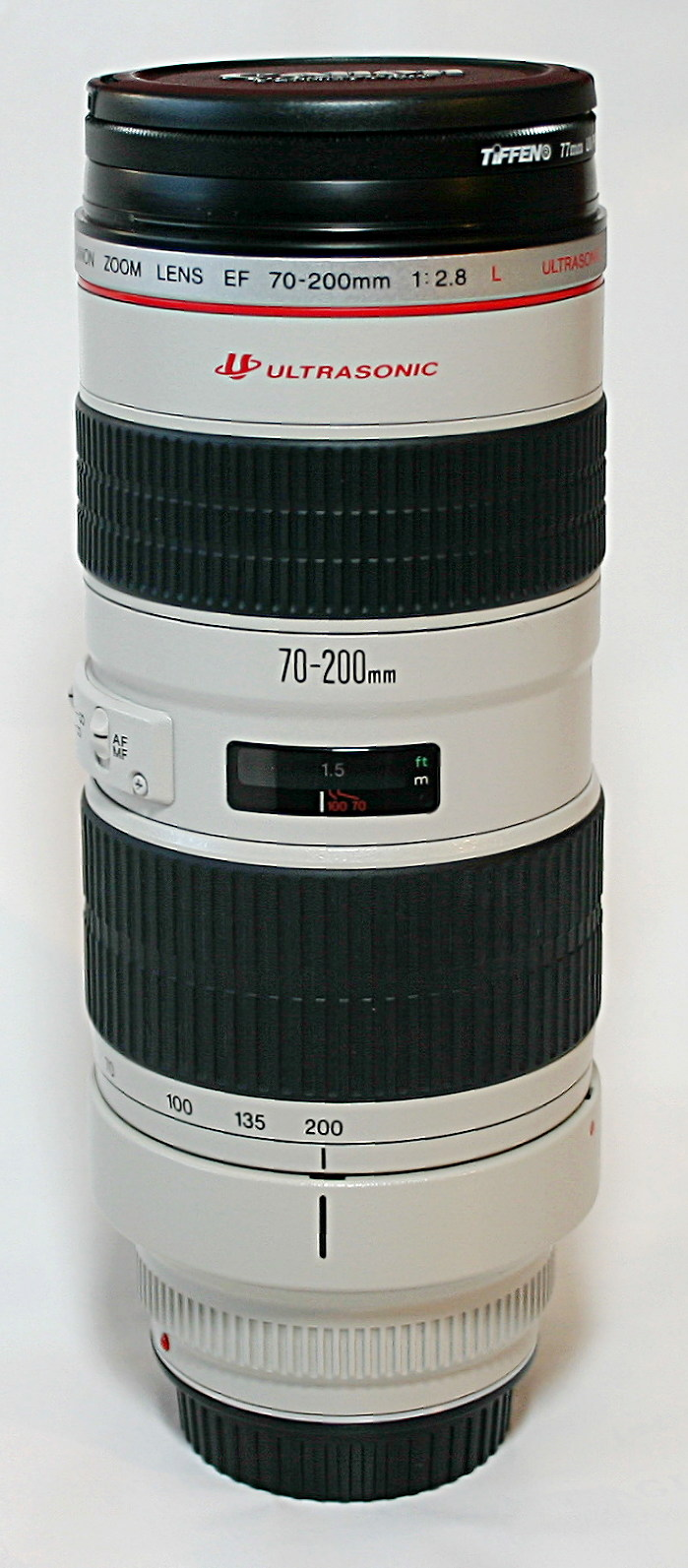
Objectiu Canon 70-200 mm F2.8L

Els objectius sèrie L, de Cànon, són la línia professional d'objectius per la fotografia réflex i sense mirall. La lletra "L" es sol referir, a les promocions de Cànon, a "luxe", derivat de l'anglés luxury, ja que a més del seu preu més elevat, la qualitat d'aquest és destacable, tant mecànica com electrònicament tenint en compte els lents de la part òptica. Per altra banda, la "L" també es pot interpretar com a "Baixa Dispersió", degut a Low Dispersion en anglès i es deu als elements de lent UD trobats en aquests objectius.
Normalment els teleobjectius de la sèrie L són de color blanc. Això, redueix l'augment de calor quan s'utilitza una lent sota la llum solar directa i brillant. El blanc reflecteix més llum que el negre, per tant, menys guany de calor
Els objectius produits per Cànon són zoom i fixos, per a la sèrie L degut a l'antiga muntura FD i la més actual muntura EF i RF que ha passat a emprar-se a totes les càmeres rèflex i càmeres sense mirall de la sèrie Canon EOS, respectivament. Per tal de mantenir una evolució completa teniren en compte el fet que les càmeres foren compatibles a més dels objectius i, d'aquesta manera la pel·lícula fotogràfica fins a l'era digital també ho era, amb l'excepció de la creació de la muntura EF-S, que es creà exclusivament per a les seves càmeres digitals amb sensor APS-C.
La Canon PowerShot Pro 1 té un objectiu catalogat com a sèrie L, no obstant és el primer objectiu d'aquest tipus no intercanviable que Cànon ha dissenyat.

## Objectius
Actualment, existeixen objectius sèrie L per la muntura EF i RF, no hi ha cap òptica amb muntura EF-S ni EF-M que sigui d'aquesta sèrie.

### Zoom EF
| Distàncies focals | Obertura  | Motor ultrasònic (USM) | Estabilitzador d'imatge (IS) |
| ----------------- | --------- | ---------------------- | ---------------------------- |
| 8-15 mm           | f/4       | Sí                     | No                           |
| 11-24 mm          | f/4       | Sí                     | No                           |
| 16-35 mm          | f/4       | Sí                     | Sí                           |
| 16-35 mm I        | f/2.8     | Sí                     | No                           |
| 16-35mm II        | f/2.8     | Sí                     | No                           |
| 16-35mm III       | f/2.8     | Sí                     | No                           |
| 17-35 mm          | f/2.8     | Sí                     | No                           |
| 17-40 mm          | f/4       | Sí                     | No                           |
| 20-35 mm          | f/2.8     | No                     | No                           |
| 24-70 mm          | f/4       | Sí                     | Sí                           |
| 24-70 mm I        | f/2.8     | Sí                     | No                           |
| 24-70 mm II       | f/2.8     | Sí                     | No                           |
| 24-105 mm I       | f/4       | Sí                     | Sí                           |
| 24-105 mm II      | f/4       | Sí                     | Sí                           |
| 28-70 mm          | f/2.8     | Sí                     | No                           |
| 28-80 mm          | f/2.8-4   | Sí                     | No                           |
| 28-300mm          | 3.5-5.6   | Sí                     | Sí                           |
| 35-350 mm         | f/3.5-5.6 | Sí                     | No                           |
| 50-200 mm         | f/3.5-4.5 | No                     | No                           |
| 70-200 mm         | f/4       | Sí                     | No                           |
| 70-200 mm I       | f/4       | Sí                     | Sí                           |
| 70-200 mm II      | f/4       | Sí                     | Sí                           |
| 70-200 mm         | f/2.8     | Sí                     | No                           |
| 70-200 mm I       | f/2.8     | Sí                     | Sí                           |
| 70-200 mm II      | f/2.8     | Sí                     | Sí                           |
| 70-200 mm III     | f/2.8     | Sí                     | Sí                           |
| 70-300 mm I       | f/4-5.6   | Sí                     | Sí                           |
| 70-300 mm II      | f/4-5.6   | Sí                     | Sí                           |
| 80-200 mm         | f/2.8     | No                     | No                           |
| 100-300 mm        | f/5.6     | No                     | No                           |
| 100-400 mm I      | f/4.5-5.6 | Sí                     | Sí                           |
| 100-400 mm II     | f/4.5-5.6 | Sí                     | Sí                           |
| 200-400 mm        | f/4       | Sí                     | Sí                           |

### Longitud focal fixa EF
| Distàncies focals | Obertura | Macro | Motor ultrasònic (USM) | Estabilitzador d'imatge (IS) |
| ----------------- | -------- | ----- | ---------------------- | ---------------------------- |
| 14 mm I           | f/2.8    | No    | Sí                     | No                           |
| 14 mm II          | f/2.8    | No    | Sí                     | No                           |
| 24 mm I           | f/1.4    | No    | Sí                     | No                           |
| 24 mm II          | f/1.4    | No    | Sí                     | No                           |
| 35 mm I           | f/1.4    | No    | Sí                     | No                           |
| 35 mm II          | f/1.4    | No    | Sí                     | No                           |
| 50 mm             | f/1.2    | No    | Sí                     | No                           |
| 50 mm             | f/1      | No    | Sí                     | No                           |
| 85 mm             | f/1.4    | No    | Sí                     | No                           |
| 85 mm I           | f/1.2    | No    | Sí                     | No                           |
| 85 mm II          | f/1.2    | No    | Sí                     | No                           |
| 100 mm            | f/2.8    | Sí    | Sí                     | Sí                           |
| 135 mm            | f/2      | No    | Sí                     | No                           |
| 180 mm            | f/3.5    | Sí    | Sí                     | No                           |
| 200 mm I          | f/2.8    | No    | Sí                     | No                           |
| 200 mm II         | f/2.8    | No    | Sí                     | No                           |
| 200 mm            | f/2      | No    | Sí                     | Sí                           |
| 200 mm            | f/1.8    | No    | Sí                     | No                           |
| 300 mm            | f/4      | No    | Sí                     | No                           |
| 300 mm            | f/4      | No    | Sí                     | Sí                           |
| 300 mm            | f/2.8    | No    | Sí                     | No                           |
| 300 mm I          | f/2.8    | No    | Sí                     | Sí                           |
| 300 mm II         | f/2.8    | No    | Sí                     | Sí                           |
| 400 mm            | f/5.6    | No    | Sí                     | No                           |
| 400 mm I          | f/2.8    | No    | Sí                     | No                           |
| 400 mm II         | f/2.8    | No    | Sí                     | No                           |
| 400 mm I          | f/2.8    | No    | Sí                     | Sí                           |
| 400 mm II         | f/2.8    | No    | Sí                     | Sí                           |
| 400 mm III        | f/2.8    | No    | Sí                     | Sí                           |
| 500 mm            | f/4.5    | No    | Sí                     | No                           |
| 500 mm I          | f/4      | No    | Sí                     | Sí                           |
| 500 mm II         | f/4      | No    | Sí                     | Sí                           |
| 600 mm            | f/4      | No    | Sí                     | No                           |
| 600 mm I          | f/4      | No    | Sí                     | Sí                           |
| 600 mm II         | f/4      | No    | Sí                     | Sí                           |
| 600 mm III        | f/4      | No    | Sí                     | Sí                           |
| 800 mm            | f/5.6    | No    | Sí                     | Sí                           |
| 1200 mm           | f/5.6    | No    | Sí                     | Sí                           |

Actualment els següents objectius es troben descontinuats:

### Zoom EF
- 16-35mm f/2.8L USM
- 17-35mm f/2.8L USM
- 20-35mm f/2.8L
- 24-70mm f/2.8L USM
- 28-70mm f/2.8L USM
- 28-80mm f/2.8-4.0L USM
- 35-350mm f/3.5-5.6L USM
- 50-200mm f/3.5-4.5L
- 70-200mm f/2.8L IS USM
- 80-200mm f/2.8L
- 100-300mm f/5.6L

### Longitud focal fixa EF
- 14mm f/2.8L USM
- 24mm f/1.4L USM
- 50mm f/1.0L USM
- 85mm f/1.2L USM
- 200mm f/1.8L USM
- 200mm f/2.8L USM
- 300mm f/2.8L USM
- 300mm f/2.8L IS USM
- 300mm f/4.0L USM
- 400mm f/2.8L USM
- 400mm f/2.8L II USM
- 400mm f/2.8L IS USM
- 500mm f/4.5L USM
- 500mm f/4.0L IS USM
- 600mm f/4.0L USM
- 600mm f/4.0L IS USM
- 1200mm f/5.6L USM (descontinuat; només es fabrica amb ordre especial)

### Tilt-Shift EF
| Distàncies focals | Obertura | Macro | Motor ultrasònic (USM) | Estabilitzador d'imatge (IS) |
| ----------------- | -------- | ----- | ---------------------- | ---------------------------- |
| TS-E 17mm         | f/4.0    | No    | No                     | No                           |
| TS-E 24mm         | f/3.5    | No    | No                     | No                           |
| TS-E 24mm II      | f/3.5    | No    | No                     | No                           |
| TS-E 50mm macro   | f/2.8    | Sí    | No                     | No                           |
| TS-E 90mm macro   | f/2.8    | Sí    | No                     | No                           |
| TS-E 135mm macro  | f/4.0    | Sí    | No                     | No                           |

### Zoom RF
| Distància focal | Obertura  | Macro | Motor ultrasònic (USM) | Estabilitzador d'imatge (IS) |
| --------------- | --------- | ----- | ---------------------- | ---------------------------- |
| 14-35mm         | 4.0       | No    | Sí                     | Sí                           |
| 15-35mm         | 2.8       | No    | Sí                     | Sí                           |
| 24-70mm         | 2.8       | No    | Sí                     | Sí                           |
| 24-105mm        | 4.0       | No    | Sí                     | Sí                           |
| 28-70mm         | 2.0       | No    | Sí                     | No                           |
| 70-200mm        | 4.0       | No    | Sí                     | Sí                           |
| 70-200mm        | 2.8       | No    | Sí                     | Sí                           |
| 100-500mm       | 4.5 - 7.1 | No    | Sí                     | Sí                           |

### Longitud focal fixa RF
| Distàncies focals | Obertura | Macro | Motor ultrasònic (USM) | Estabilitzador d'imatge (IS) |
| ----------------- | -------- | ----- | ---------------------- | ---------------------------- |
| 5.2mm             | 2.8      | No    | No                     | No                           |
| 50mm              | 1.2      | No    | Sí                     | No                           |
| 85mm              | 1.2      | No    | Sí                     | No                           |
| 100mm             | 2.8      | Sí    | Sí                     | Sí                           |
| 135mm             | 1.8      | No    | Sí                     | Sí                           |
| 400mm             | 2.8      | No    | Sí                     | Sí                           |
| 600mm             | 4.0      | No    | Sí                     | Sí                           |
| 800mm             | 5.6      | No    | Sí                     | Sí                           |
| 1200mm            | 8.0      | No    | Sí                     | Sí                           |